# Russkaja gontjaja
Russkaja gontjaja (русская гончая, uttalas russkaja gontjaja), även kallad rysk stövare, är en hundras från Ryssland som används som drivande hund.

## Historia
Hundrastypen gontjaja anses ha en 500-årig historia i Ryssland. Som andra hundar av stövartyp räknas den till braquehundarna. Men enligt rasklubbarna har den ursprung i den ryska vinthunden borzoi och man skall ha fått fram en drivande hund genom inkorsning av lajkor. I den moderna aveln från slutet av 1800-talet har man bland annat använt harrier och nordiska stövare. Gontjajor var vanliga i Finland före ryska revolutionen, de har släktskap med finsk stövare och dunkerstövare. Nuvarande rasstandard fastställdes 1925. I Sverige har omkring ett hundra individer registrerats hos Svenska Kennelklubben (SKK).

## Egenskaper
Den ryska stövaren används mest till jakt efter hare och räv i Norden samt Ryssland. Russkaja gontjaja skall ha rovdjursskärpa och kan användas för jakt på björn, lodjur och räv, såväl som till jakt på hare och vildsvin. Den har främst varit allmogens jakthund, varför den inte decimerades på samma sätt som flera andra ryska jakthundar efter ryska revolutionen.

## Utseende
Russkaja gontjaja är grövre byggd än andra stövare. Pälsen är släthårig med underull, men tät och grov på gränsen till raggig. Färgen är oftast gul eller gulröd, ibland skiftande mot grått och med mörkare sadel eller oregelbundna fläckar. Gontjajan är känd för sin dansande, korta galopp och sitt sjungande drevskall.